# Nu na nu nống
Nu na nu nống là một trò chơi dân gian rất phổ biến ở Việt Nam.
Theo nhiều nghiên cứu, trò chơi này đã có từ trước thời Hán thuộc. Đã có từ rất lâu đời.

## Luật chơi
- Số lượng người chơi khoảng từ 3 – 10 người hoặc nhiều hơn.
- Người chơi ngồi chơi cạnh bên nhau, duỗi thẳng chân ra, tay cầm tay, vừa nhịp tay vào đùi vừa đọc các câu đồng dao. Nếu nhiều người chơi có thể ngồi thành vòng tròn.
- Mỗi từ trong bài đồng dao được đập nhẹ vào một chân, bắt đầu từ đầu tiên của bài đồng dao là từ "nu" sẽ đập nhẹ vào 1 chân của người thứ nhất, từ "na" sẽ đập vào chân 2 của người thứ nhất, tiếp theo đến chân của người thứ hai, thứ ba… theo thứ tự từng người đến cuối cùng rồi quay ngược lại cho đến từ "trống"
- Trò chơi có 2 cách chọn người chiến thắng:
  - Cách thứ nhất: Chân của ai nào gặp từ "trống" thì co chân đó lại, những ai co đủ hai chân đầu tiên người đó sẽ về nhất, người co đủ hai chân kế tiếp sẽ về nhì… người còn lại cuối cùng sẽ là người thua cuộc.
  - Cách thứ hai: Ai co đủ hai chân đầu tiên là người thắng cuộc.
- Sau mỗi lượt, trò chơi lặp lại từ đầu.